# دركهان
 مدينة دركهان  (بالفارسية: دَرْگَهان) مدينة صغيرة تتبع لمقاطعة قشم (بالفارسية: شهرستان قشم) ، و تبعد عنها حوالي 20 كيلومتراً من جهت الغرب وتقع في محافظة هرمزغان في جنوب إيران.

## السكان
يبلغ عدد سكان «مدينة دركهان» حسب تعداد السكان لعام 2006 للميلاد، (8002) نسمة، جميعهم من أهل السنة والجماعة ويتبعون المذهب الشافعي ويتكلمون العربية والفارسية باللهجة المحلية.